# Elias Abouchabaka
Elias Abouchabaka (* 31. März 2000 in Berlin) ist ein deutscher Fußballspieler. Der Offensivspieler stand zuletzt beim portugiesischen Erstligisten Vitória Guimarães unter Vertrag und war deutscher Nachwuchsnationalspieler. Er ist gegenwärtig vereinslos.

## Karriere

### Vereine
Abouchabaka spielte in seiner Jugend für den SV Blau-Weiss Berolina Mitte und Hertha BSC. Im Sommer 2015 folgte ein Wechsel in die Jugendabteilung des damaligen Zweit- und heutigen Bundesligisten RB Leipzig für die zu jener Zeit Jugendspieler-Rekordablöse von 250.000 Euro. In seiner ersten Saison in der B-Junioren-Bundesliga für RB Leipzig erzielte Abouchabaka in 26 Spielen sechs Treffer. In seinem zweiten B-Junioren-Bundesliga-Jahr erzielte er 17 Treffer in 21 Partien. Zur Saison 2017/18 rückte Abouchabaka in die A-Jugend auf, mit der er in der A-Junioren-Bundesliga und UEFA Youth League spielte.
Im Mai 2018 unterschrieb Abouchabaka seinen ersten Profivertrag mit einer Laufzeit bis zum 30. Juni 2020. Zur Saison 2018/19 wechselte er für zwei Jahre auf Leihbasis in die 2. Bundesliga zur SpVgg Greuther Fürth, wofür sein Vertrag mit RB Leipzig um ein Jahr verlängert wurde. Sein Pflichtspieldebüt gab Abouchabaka am 20. August 2018, als er bei der 1:2-Niederlage nach Verlängerung gegen Borussia Dortmund in der ersten Runde des DFB-Pokals in der Verlängerung eingewechselt wurde. Im weiteren Saisonverlauf spielte Abouchabaka im Profikader kaum eine Rolle. Unter Damir Burić noch 2-mal in der Liga eingewechselt, wurde er unter dessen Nachfolger Stefan Leitl, der die Mannschaft im Februar übernommen hatte, bis zum Saisonende gar nicht mehr eingesetzt. Spielpraxis sammelte Abouchabaka in der zweiten Mannschaft in der viertklassigen Regionalliga Bayern, für die er in 19 Spielen vier Tore erzielte. Auch in der Saison 2019/20 konnte sich Abouchabaka nicht durchsetzen. In der 2. Bundesliga wurde er gar nicht eingesetzt, hingegen aber 13-mal in der Regionalligamannschaft, für die er drei Tore erzielte. Nachdem der Offensivspieler im Januar 2020 nicht mit der Profimannschaft ins Trainingslager gereist war, wurde die Leihe am 17. Januar 2020 vorzeitig beendet.
Ende Januar 2020 wechselte Abouchabaka zum portugiesischen Erstligisten Vitória Guimarães, bei dem er einen Vertrag mit einer Laufzeit bis zum 30. Juni 2024 unterschrieb. Bis zum Ende der Saison 2019/20 wurde der Mittelfeldspieler einmal eingewechselt.

### Nationalmannschaft
Abouchabaka spielte seit 2015 für deutsche Jugendnationalmannschaften. Mit der U17-Nationalmannschaft nahm er an der U17-Europameisterschaft 2017 teil, scheiterte dort jedoch im Halbfinale an der Auswahl des späteren Gewinners Spanien. Abouchabaka markierte in diesem Turnier 3 Treffer. Ebenfalls 2017 nahm er mit der U17-Nationalmannschaft an der U17-Weltmeisterschaft teil. Das Team scheiterte hier im Viertelfinale an Brasilien. Tore konnte Abouchabaka in diesem Turnier nicht verzeichnen.
Von März bis Mai 2018 war Abouchabaka in der U18-Auswahl aktiv. September 2018 kam er 2-mal in der U19-Auswahl zum Einsatz.